# جيسي ماي هيمفيل
جيسي ماي هيمفيل (بالإنجليزية: Jessie Mae Hemphill)‏ هي مغنية مؤلفة وعازفة قيثارة أمريكية، ولدت في 18 أكتوبر 1923، وتوفيت في 22 يوليو 2006 في ممفيس في الولايات المتحدة.

## وصلات خارجية
- جيسي ماي هيمفيل على موقع IMDb (الإنجليزية)
- جيسي ماي هيمفيل على موقع ألو سيني (الفرنسية)
- جيسي ماي هيمفيل على موقع ميوزك برينز (الإنجليزية)
- جيسي ماي هيمفيل على موقع أول موفي (الإنجليزية)
- جيسي ماي هيمفيل على موقع أول ميوزيك (الإنجليزية)
- جيسي ماي هيمفيل على موقع ديسكوغز (الإنجليزية)
- جيسي ماي هيمفيل على موقع كينوبويسك (الروسية)